# Saxen, Österrike
Saxen är en ort och kommun  i Österrike. Den ligger i distriktet Perg i förbundslandet Oberösterreich, 120 kilometer väster om huvudstaden Wien. 
Kommunen består av 15 orter (Ortschaften) (inom parentes invånarantal 1 januari 2024):

- Au (272)
- Dornach (123)
- Eizenau (20)
- Eizendorf (1)
- Gewerbepark (0)
- Hofkirchen (223)
- Knappetsberg (20)
- Letten (42)
- Oberbergen (5)
- Patzenhof (56)
- Reitberg (45)
- Saxen (693)
- Saxendorf (28)
- Solarpark (0)
- Wetzelsdorf (183)

August Strindberg bodde av och till i Saxen under sin vistelse 1893–1896 hos hustrun Frida Uhl. I Saxen finns i dag ett Strindberg-museum.